# Cussy-les-Forges
Cussy-les-Forges település Franciaországban, Yonne megyében. Lakosainak száma 328 fő (2022. január 1.). Cussy-les-Forges Magny, Saint-André-en-Terre-Plaine, Saint-Brancher, Sainte-Magnance és Guillon-Terre-Plaine községekkel határos.

## Népesség
A település népességének változása:
| Lakosok száma | 339  | 344  | 351  | 338  | 333  | 327  | 326  | 326  | 328  |
|               | 2013 | 2015 | 2016 | 2017 | 2018 | 2019 | 2020 | 2021 | 2022 |